# Le Plessis-Hébert
Le Plessis-Hébert è un comune francese di 428 abitanti situato nel dipartimento dell'Eure nella regione della Normandia.

## Società

### Evoluzione demografica
Abitanti censiti